# ゲオルギー・マルコフ
ゲオルギ・イヴァノフ・マルコフ（ブルガリア語: Георги Иванов Марков, ラテン文字転写: Georgi Ivanov Markov, 1929年3月1日 - 1978年9月11日）は、ブルガリア・ソフィア出身の作家、ジャーナリスト。
小説『メン』で、ブルガリア作家連盟から賞を贈られており、死後であるが、2000年には、ブルガリアの国家勲章では最高位のスタラ・プラニナ勲章を授けられている。

## 出自
1969年、トドル・ジフコフ率いる共産政権に反対してイギリスへ亡命。以降、BBCワールドサービス、ラジオ・フリー・ヨーロッパ、ドイチェ・ヴェレでアナウンサーとして働き、ブルガリアの政権を非難した。1972年に、ブルガリア裁判所により欠席裁判で、西側逃亡の罪で懲役6年が宣告された。

## 暗殺

マルコフを撃った傘型の銃の構造

1978年9月7日にロンドンのウォータールー・ブリッジを渡っていたマルコフは、通りすがりの何者かに傘で突かれた。この際、実際には傘に偽装した空気銃によって右大腿部に弾丸を打ち込まれていた。傷の周りは炎症して心拍数と血中の白血球の数は増大し、敗血症と診断される症状を起こし、4日後に衰弱死した。
イギリス当局の調査によれば、マルコフは毒殺されたものと断定された。彼の傷口の組織から直径1.5mmほどの弾丸が発見され、症状から弾丸のなかにヒマの種子から取れるリシンが仕込まれていたという。またイギリス当局は前年にパリの地下鉄で襲撃され奇跡的に助かったブルガリア人亡命者のウラジミール・コストフの体内から発見された弾丸と、マルコフに打ち込まれた弾丸が一致したことから、ブルガリア内務省の関与を示唆する証拠とされた。しかしながら実行犯は明らかにはなっていない。

## 著作
- 『摂氏の夜（The Night of Celsius）』 1957年。
- 『アイアスの勝者たち（The Ajax Winners）』 1959年。
- 『メン（Men）』 1962年。